# Onsen-Geisha
Der Begriff Onsen-Geisha bezieht sich auf Geisha, die nicht in die Tradition von den bekanntesten Geishas in den Städten Kyōto, Tokio und Osaka fallen, sondern vor allem in den vorstädtischen Badeorten tätig sind. Onsen-Geisha werden oft mit Prostituierten gleichgesetzt, obwohl dies nicht der Wahrheit entspricht. Der Ort Atami spielt wegen seiner Beliebtheit und der hohen Anzahl der beschäftigten Geishas in den 1960er und 1970er Jahren eine große Rolle und trug maßgeblich zur Bildung des Namens und Images der Onsen-Geisha bei. Heute findet der Begriff eher selten Verwendung.

## Onsen-Geisha und der Unterschied zu anderen Geisha
Anders als bei den Geishas in Großstädten wie Kyōto, Osaka, Tokio und Nara arbeiten Onsen-Geisha oft in Hotels und Konferenzsälen und unterhalten dabei meistens große Gruppen von Kunden, nicht selten über einhundert Gäste auf einmal. Bei solchen Veranstaltungen sind oft mehr als 60 Geisha gleichzeitig anwesend.
Vor dem Zweiten Weltkrieg und bis in die 1950er und 1960er Jahre unterhielten auch Onsen-Geisha ihre Kunden in traditionellen Teehäusern in kleinen Gruppen, die selten über 15 Personen zählten, genau wie ihre bekannteren Kolleginnen in den Großstädten. Als das Interesse der japanischen Bevölkerung an den traditionellen japanischen Künsten zu sinken begann und damit auch die Zahl der Geisha schrumpfte, wandte man sich zunehmend diesem Geschäftsmodell zu, da es wirtschaftlich lukrativer war und um so die Traditionen der Geisha aufrechterhalten zu können.
Onsen-Geisha sind auch für Touristen und erstmalige Kunden leichter zugänglich als die berühmten Geisha in zum Beispiel Kyōto und Tokio. Dort muss man von jemandem empfohlen werden, der bereits Kunde in den Teehäusern ist, um selbst Geisha buchen zu können. In vielen Badeorten lassen sich die Onsen-Geisha auch von erstmaligen Kunden und sogar von Touristen buchen. Touristen können sie über bestimmte Agenturen oder Hotels buchen, auch Übersetzer können bestellt werden. Zwar hat dies das Überleben der Onsen-Geisha gesichert, es ist aber auch für ihren Ruf verantwortlich, weniger exklusiv zu sein als ihre Kolleginnen in den Großstädten.

## Onsen-Geisha und die Prostitution
Onsen-Geisha haben den Ruf, Prostituierte und in den Künsten schlechter ausgebildet zu sein als die berühmten Geisha von Kyoto und Osaka. Diese Vorurteile haben mehrere Gründe.
Zum einen gab es in einigen kleineren Badeorten vor dem Zweiten Weltkrieg die "Doppel-Registrierung". Geisha in diesen Orten waren oft sowohl als Geisha als auch als Prostituierte registriert und aktiv. Große Badeorte wie Atami oder Beppu hatten einen stetigen Zustrom and Besuchern und eine große, wohlhabende Gruppe von Kaufmännern und Politikern, die in der Lage waren, sie finanziell zu unterstützen. In kleinen Badeorten fehlten oft sowohl regelmäßige Besucher als auch genug wohlhabende Bewohner. Im Kampf ums eigene Überleben waren also viele Geisha in diesen Orten dazu gezwungen, sich auch als Prostituierte zu betätigen. Daher stammt auch der in der Edo-Zeit gebräuchliche, abfällige Begriff makura geisha (枕芸者, „Kissen-Geisha“), der benutzt wurde, um Onsen-Geisha zu beschreiben. In großen oder beliebteren Badeorten wie Atami oder Beppu fand diese Doppel-Registrierung aber nicht statt, denn sie war dort schlicht nicht notwendig.
In diesen kleinen Badeorten beinhaltete auch die Mizuage-Zeremonie (水揚げ, „Ansteigende Wasser“), die in den großen Geisha-Distrikten eine schlichte Zeremonie war, die das Erwachsen-Werden einer Maiko (舞妓, "Tanzendes Mädchen", eine Geisha in Ausbildung) symbolisierte, oft das rituelle Entjungfern der Maiko. Dabei wurden Gebote angenommen und der Höchstbietende durfte die Maiko dann entjungfern. Dies war notwendig, um die Schulden, die das Mädchen bei ihrer okiya (置屋, "Haus-Lage", ein Geisha-Haus) für ihren Unterricht in japanischen Künsten und ihrer Lebenshaltungskosten angesammelt hatte, zu tilgen und bereits Geld für ihre baldige Beförderung zur Geisha zu sammeln, für die sie eine komplette Ausstattung an neuen teuren Kimono, Obi und Haarschmuck (kanzashi, かんざし/簪, "Haarschmuck") brauchte. Auch dies fand in den Geisha-Distrikten in Großstädten und auch in den meisten Badeorten nicht statt.
Zum anderen liegt es wohl auch an der Vorstellung, die Onsen selbst seien etwas anrüchiges. Im alten Japan badete man in Onsen meistens nackt und nicht nach Geschlechtern getrennt und viele westliche Besucher empfanden dies als obszön. Die Onsen-Geisha arbeiteten aber nicht in den Onsen selber, sondern in den sich in der Nähe befindlichen Teehäusern, die sich meistens sogar in einem eigenen Distrikt (kagai, 花街, "Blumenstadt") oder hanamachi (alternative Aussprache von 花街) befanden. Dieses Bild setzte sich dennoch in den Köpfen von nicht nur Westlern, sondern auch von Japanern fest.
Ein ebenfalls wichtiger Grund für die Entstehung dieses Missverständnisses gilt nicht nur für Onsen-Geisha, sondern auch für Geisha im Allgemeinen. Als Japan nach dem Ende des Zweiten Weltkrieges von den USA besetzt wurde, war das Land zu großen Teilen zerstört, die Menschen waren arm und litten Hunger, viele Männer waren im Krieg gestorben oder galten als verschollen. Um nicht zu verhungern und nicht selten auch, um ihre Familien zu ernähren, sahen sich viele Frauen zu dieser Zeit gezwungen, sich zu prostituieren. Die häufigsten ihrer Kunden waren amerikanische Soldaten, da sie zu den wenigen im Land gehörten, die sich noch leisten konnten, eine Prostituierte zu bezahlen. Schon damals waren die Geisha ein Symbol Japans und den meisten amerikanischen Soldaten bekannt. Jedoch wussten diese nur selten Geisha von normalen Frauen in Kimono zu unterscheiden; viele Soldaten dachten also, die Frauen in Kimonos mit denen sie schliefen seien Geisha, und die Frauen bemerkten bald, dass sie höhere Preise erzielten, wenn sie sich den Soldaten als Geisha vorstellten. Als die Besatzungszeit zu Ende war und die amerikanischen Soldaten nach Hause zurückkehrten, erzählten sie dort, sie hätten in Japan eine (sexuelle) Beziehung mit einer Geisha gehabt, und das Gerücht verbreitete sich weiter. Dies ist einer der Hauptgründe, warum so viele Westler immer noch der Meinung sind, Geisha seien Edelprostituierte.

## Onsen Geisha und die traditionellen Künste
Zum anderen haben Onsen-Geisha einen Ruf als weniger gut ausgebildete Künstlerinnen. Das liegt vor allem daran, dass Onsen-Geisha vor dem Zweiten Weltkrieg meistens nicht durch Verträge gebunden waren. Sie konnten jederzeit in eine andere Stadt ziehen und sich dort Arbeit suchen, hatten also keine "Geschichte" oder berufliche Abstammung, die sich zurückverfolgen ließ. Insbesondere in Kyōto, Tokio, Nara, Gifu, Kanazawa und Osaka waren und sind die dort arbeitenden Geisha sehr stolz auf ihre persönlichen Traditionen. Dort gab und gibt es Okiya und Namens-Linien (in besagten Städten hat jede Maiko oder Geisha eine "ältere Schwester", die ihr einen Teil ihres Namens vererbt), die schon über hundert Jahre existieren. Auch arbeiten Geisha dort immer mit einer Okiya oder einem Teehaus zusammen, das ihre Buchungen für sie regelt. Dies war in den meisten Badeorten nicht der Fall: hatten die Geisha einmal ihre Schulden bei ihrer Okiya beglichen, verwalteten sie ihre Termine selbst. Onsen-Geisha wurden also auch von ihren Kolleginnen als „die niederste Art von Geisha“ angesehen. Dies hat sich heute geändert; die verschiedenen Geisha-Distrikte führen untereinander gute Beziehungen und treten sogar regelmäßig gemeinsam bei einem großen Tanz-Festival auf.
Außerdem werden Geisha in Großstädten meistens von Lehrern der berühmtesten und prestigeträchtigsten Tanz-, Musik- und Gesangschulen geschult. Allein in Kyoto werden die Geisha der dort existierenden fünf verschiedenen hanamachi in fünf verschiedenen, altehrwürdigen und berühmten Tanzschulen unterrichtet. Die Tanz- und Musikschulen, in denen Onsen-Geisha ausgebildet werden, sind oft vergleichsweise klein und jung, haben also deutlich weniger Ansehen. Dies ist einer der wichtigsten Gründe, warum Onsen-Geisha als weniger vollkommene Künstlerinnen angesehen werden.
Tatsächlich aber hat jeder hanamachi seine eigene Geschichte und seine eigenen Traditionen, so auch die Badeorte. Onsen-Geisha tragen im Vergleich zu Geisha aus Großstädten meistens andere Frisuren, anderen Haarschmuck und sogar andere Arten von Kimono und Obi. Sie haben eigene Musik- und Tanzstile entwickelt und haben sogar eigene Lieder erfunden, die mittlerweile zu Klassikern geworden sind. Sie haben eine ebenso anstrengende Routine und lernen genauso viele verschiedene Künste (u. a. Shamisen, Gesang, Tanz, verschiedene Arten von Trommeln und Flöten, Kalligraphie, die Teezeremonie und Ikebana) wie Geisha in Großstädten. Der größte Unterschied zu anderen Geisha ist ihre Offenheit und einfachere Zugänglichkeit.

## Die Bedeutung Atamis für die Onsen-Geisha

### Der Ort Atami
Atami ist eine auf der Halbinsel Izu gelegene Stadt, ca. 70 km von Tokio entfernt. Mit zahlreichen heißen Quellen entwickelte sie sich bereits in der Edo-Zeit von einem Zwischenstopp an der Tōkaidō-Handelsstraße zu einem beliebten Ziel für Erholungsurlaube.

### Atami und Geisha
Die Blüte Atamis als Kurort liegt in den 1960er und 1970er Jahren. Zu dieser Zeit gab es dort mehr als 1000 registrierte Geisha. Anders als bei den Geisha in Großstädten wie Kyōto, Osaka, Tokio und Nara arbeiten die Geisha von Atami, und Onsen-Geisha im Allgemeinen, oft in Hotels und Konferenzsälen und unterhalten dabei meistens große Gruppen von Kunden, nicht selten über einhundert auf einmal. Aufgrund der wirtschaftlichen Rezession und sinkenden Besucherzahlen sank auch die Zahl der Atami Geisha (engl. auch Atami girls). 1991 sollen noch etwa 800 Geisha aktiv gewesen sein. Neben der wirtschaftlichen Lage ist ein weiterer Grund für den Rückgang der Atami Geisha das sinkende Interesse an traditionellen Künsten wie Tanz oder dem Spiel des Instruments Shamisen in der japanischen Bevölkerung. Viele ehemalige Geisha wandten sich neuen, „normalen“ Berufen zu. Seit etwa einem Jahrzehnt steigt das Interesse an Atami Geisha und Geisha im Allgemeinen wieder. Geisha haben öffentlichkeitswirksame Projekte gestartet und in Dokumentationen und TV-Auftritten begonnen, Vorurteile abzubauen. Ein wichtiger Faktor ist dabei das Internet; über eigene Websites suchen auch Atami Geisha nach neuen Bewerberinnen – mit Erfolg. Um 2005 arbeiteten nur noch knapp unter 100 Geisha in Atami, Anfang 2017 sind es laut der Atami Geigi Vereinigung wieder 120.